# Zamek w Mourão
Zamek w Mourão (port: Castelo de Mourão) – średniowieczny zamek w miejscowości Mourão, w regionie Alentejo (Dystrykt Évora), w Portugalii. 
Leży na lewym brzegu rzeki Gwadiana, zajmując dominującą pozycję nad starą średniowieczną miejscowością. Z zamkowych murów można dostrzec otaczającą równinę z zamkiem Monsaraz na północy i granicę z Hiszpanią na wschodzie.
Budynek jest klasyfikowany jako Pomnik Narodowy od 1957. 